# Gerd Brudermüller
Gerd Brudermüller (* 15. Januar 1949 in Frankfurt am Main; † 22. März 2019) 
war ein  deutscher Jurist und Rechtsphilosoph. Von 2001 bis 2013 war er Vorsitzender des Deutschen Familiengerichtstages.

## Leben
Gerd Brudermüller wurde am 15. Januar 1949 in Frankfurt am Main geboren, wuchs aber die ersten 15 Jahre seines Lebens in Italien auf. Nach Ablegen des Abiturs studierte er Rechtswissenschaften und Philosophie an Universitäten in Mannheim, Heidelberg und München. Er arbeitete zeitweise als wissenschaftlicher Mitarbeiter an   der juristischen Fakultät der Universität Heidelberg und wurde nach dem 2. Staatsexamen zunächst als Rechtsanwalt zugelassen. 1979 wurde Brudermüller in den Justizdienst des Landes Baden-Württemberg übernommen, wo er zunächst als Staatsanwalt bei der Staatsanwaltschaft Mannheim und als Assessor am Landgericht Mannheim wirkte. Sehr bald folgte ein Wechsel an das Amtsgericht Mannheim, wo er am  21. März 1981 zum Richter am Amtsgericht ernannt wurde. Brudermüller war vor allem als Familienrichter tätig. 1982 erhielt er den Doktortitel mit der Dissertation Mietrechtliche Aspekte eheähnlicher Gemeinschaften : die gesetzliche Regelung der Untermiete als Lösungsmodell.  Nach einer Abordnung an das Oberlandesgericht Karlsruhe im Jahre 1988 wurde Brudermüller von 1989 bis 1994 an das Bundesministerium der Justiz abgeordnet. Dort bekam er bis 1992 zunächst das Referat Unterhaltsrecht, Ehegüterrecht, Erbrecht. Im Rahmen dieser Tätigkeit wirkte er 1990 auch an der Ausarbeitung des Einigungsvertrages mit. Hinzu kam ab 1991 der Sonderauftrag, bei der Reform der Schiedsgerichtsbarkeit mitzuwirken. Während seiner Abordnung wurde er am 23. Juni 1992 zum Richter am Oberlandesgericht ernannt. Bis 1994 hatte er die kommissarische Referatsleitung des Referats Unterhaltsrecht, Versorgungsausgleich inne. Anschließend folgte eine langjährige Tätigkeit als Richter in einem Familiensenat und einem Zivilsenat des OLG Karlsruhe. 2001 wurde Brudermüller zum Vorsitzenden des Deutschen Familiengerichtstages gewählt, den er bis 2013 führte. Mit Wirkung vom 21. März 2005 wurde Gerd Brudermüller zum Vorsitzenden Richter am Oberlandesgericht ernannt. Im gleichen Jahr erhielt er von der Universität Mannheim eine Honorarprofessur, 2008 verlieh ihm die Universität Basel die Ehrendoktorwürde. Zu seinem Ausscheiden aus dem aktiven Richterdienst wurde ihm eine umfangreiche wissenschaftliche Festschrift gewidmet, die Beiträge von rund 90 Fachautoren zu allen Bereichen des Familienrechts enthält (Götz/Schwenzer/Seelmann/Taupitz (Hrsg.): Familie – Recht – Ethik, Festschrift für Gerd Brudermüller zum 65. Geburtstag, München 2014). Auch nach seiner Pensionierung war Brudermüller weiterhin als Autor juristischer Fachliteratur tätig, zudem leitete er seit 1994 als Vorstandsvorsitzender das Institut für angewandte Ethik e. V.

## Wissenschaftliches Werk
Brudermüller begann 1992 während seiner Tätigkeit im Bundesjustizministerium, sich als Autor zu betätigen. Von der 8. bis zur 29. Auflage 2008 war er Mitherausgeber des Tabellenwerks Tabellen zum Familienrecht. Hinzu traten Bücher im Familienrecht und zahlreiche Veröffentlichungen in juristischen Fachzeitschriften. Er verfasste regelmäßig in der Neuen Juristischen Wochenschrift Aufsätze zur Entwicklung des Familienrechts. Zudem war Brudermüller Beirat der wissenschaftlichen Vereinigung für Familienrecht e.V. Bonn, Mitherausgeber der Zeitschrift für das Gesamte Familienrecht (FamRZ) und Fachbeirat der Zeitschrift Forum Familienrecht. Große Bekanntheit hat sich  Brudermüller vor allem als Mitautor des BGB-Kommentars Palandt erworben, wo er von der 59. Auflage (2000) bis zur posthum erschienenen 79. Auflage (2020) für eine jährlich aktualisierte Fassung großer Teile des Familienrechts verantwortlich zeichnete. Zuletzt veröffentlichte er zwei familienrechtliche Monographien („Geschieden und doch gebunden – Ehegattenunterhalt zwischen Recht und Moral“, München 2008; „Paarbeziehungen und Recht – Rechtsphilosophie und Familienrecht der Partnerschaft“, München 2017).

## Ehrungen
Gerd Brudermüller wurde am 9. September 2015 in Würdigung seiner langjährigen Verdienste im Bereich des Familienrechts von Bundesjustizminister Heiko Maas das Bundesverdienstkreuz überreicht. Er war seit 2014 Mitglied der Europäischen Akademie der Wissenschaften und Künste in Salzburg; 2016 wurde er zum Mitglied der Academia Europaea (London) gewählt.